# Valles del Sió-Llobregós
Los Valles del Sió-Llobregós es un Lugar de Importancia Comunitaria situado en la provincia de Lérida, Comunidad Autónoma de Cataluña, España. Es una área natural de carácter estepario situado al pie de las mesetas de la Segarra. Gran parte de este espacio está ocupado por una mezcla de terrenos de cultivo dispersos en medio de zonas boscosas y de matorral, así como para zonas con vegetación gipsícola. Geológicamente está formado por materiales yesíferos que afloran en el núcleo erosionado del anticlinal de Sanaüja y Ponts.

## Situación
El área protegida se extiende por un total de 26 846,55 ha y entre 20 municipios de la Segarra, Noguera, Urgel y Noya:
| Municipio/Comarca          | Superficie (ha) | %     |
| -------------------------- | --------------- | ----- |
| Segarra                    | 14.250,96       | 53,08 |
| Torreflor                  | 6.997,30        | 26,06 |
| Masoteras                  | 2001,00         | 7,45  |
| Guisona                    | 1308,76         | 4,87  |
| Sanahuja                   | 1026,26         | 3,82  |
| Sant Guim de la Plana      | 829,26          | 3,09  |
| Plans d'El Sió             | 801,98          | 2,99  |
| Torá                       | 566,23          | 2,11  |
| Biosca                     | 496,29          | 1,85  |
| Iborra                     | 223,88          | 0,83  |
| Noguera                    | 10.812,15       | 40,27 |
| Oliola                     | 3761,94         | 14,01 |
| Cubells                    | 1881,85         | 7,01  |
| Cabanabona                 | 1276,50         | 4,75  |
| Vilanova de la Aguda       | 1187,58         | 4,42  |
| Camarasa Fontllonga        | 1186,70         | 4,42  |
| Artesa de Segre            | 807,22          | 3,01  |
| Foradada                   | 487,03          | 1,81  |
| Preixens                   | 156,41          | 0,58  |
| Mongay                     | 66,93           | 0,25  |
| Urgel                      | 1320,34         | 4,92  |
| Agramunt                   | 1320,34         | 4,92  |
| Noya                       | 463,11          | 1,73  |
| Castellfollit de Riubregós | 463,11          | 1,73  |

## Biodiversidad
Las tierras agrícolas y áreas antrópicas ocupan la mayor parte del área con un 75,02%, seguido de los ambientes litorales y salinos (9,10%), zonas con vegetación arbustiva y herbácea (7,93%), bosques (7,88%) y turberas y humedales (0,06%).

### Flora
En los Valles del Sió-Llobregós, se encuentran formaciones de vegetación gipsícola, como los tomillares gipsícolas continentales de gatunya ( Ononis tridentata ) y albada (Anthyllis cytisoides), así como el romerillo ( Helianthemum esquamatum ). En las zonas soleadas, donde desaparecen los yesos, son frecuentes los matorrales calcícolas de romero o pequeños fragmentos de carrascal, en las umbrías, se forman enclaves de relativa importancia de robledales de quejigo ( Quercus faginea ).

### Fauna
Es una buena zona de dispersión de jóvenes águilas perdiceras ( Hieraaetus fasciatus ). También están presentes algunas especies interesantes de aves esteparias: el sisón ( Tetrax tetrax ) encuentra aquí una de las mejores densidades de toda Cataluña. También habitan las carracas ( Coracias garrulus ).